# Ludwig von Danwitz
Ludwig von Danwitz (* 6. April 1910 in Berlin; † 22. Februar 1981 in Bonn) war ein deutscher Journalist.

## Leben

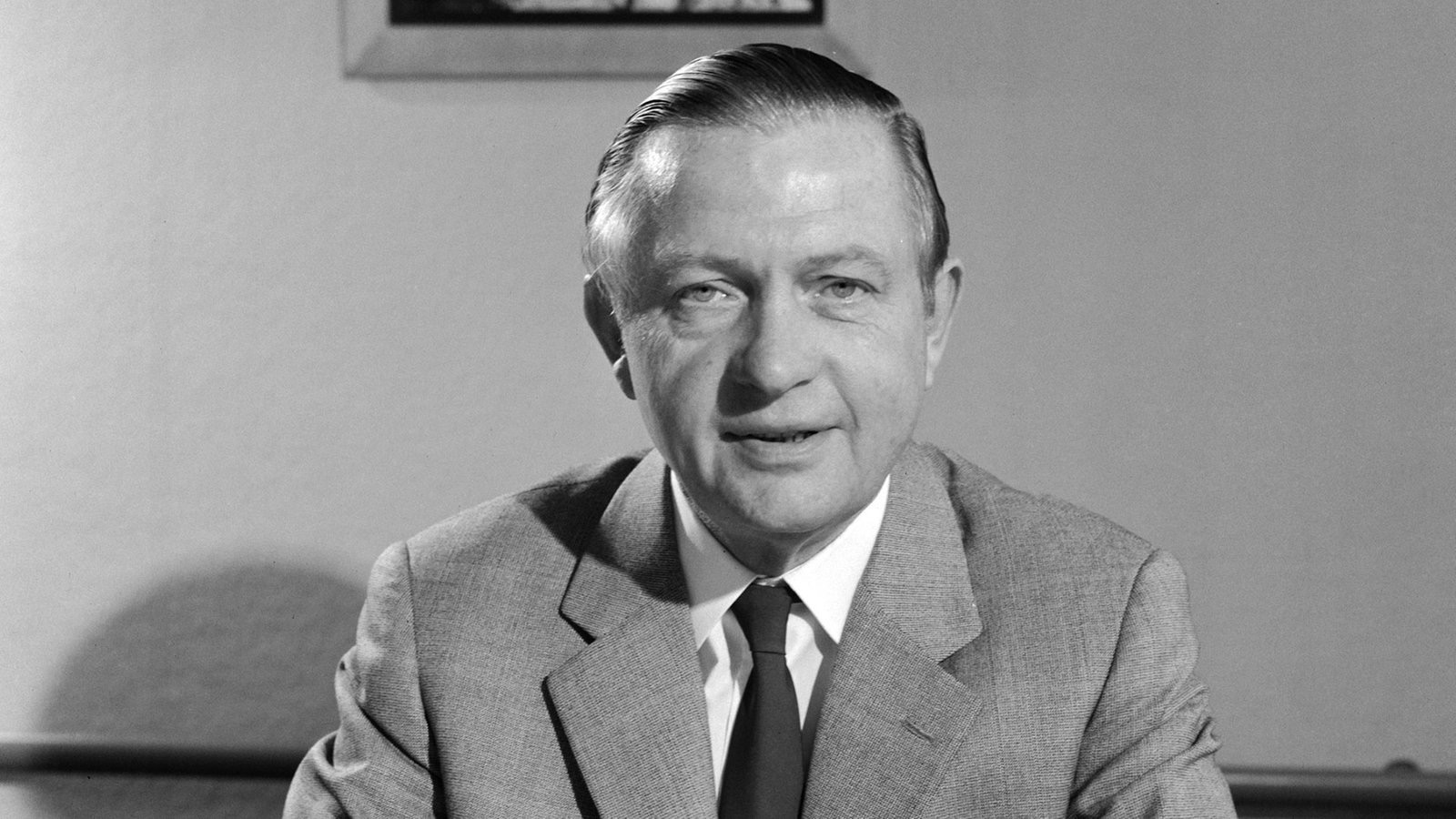
Ludwig von Danwitz im WDR-Studio Bonn

Ludwig von Danwitz, aus dem Adelsgeschlecht Danwitz, wuchs in Godesberg auf, machte 1928 am dortigen Aloisiuskolleg sein Abitur und begann ein Studium der Germanistik, Französisch und Geschichte in Bonn und an der Sorbonne. Seit 1928 war er Mitglied der katholischen Studentenverbindung KDStV Bavaria Bonn im CV.
Von 1931 bis 1939 war er Redakteur des Westfalen-Kuriers, wechselte dann zum Der Mittag nach Düsseldorf. Er beantragte am 15. Juni 1937 die Aufnahme in die NSDAP und wurde rückwirkend zum 1. Mai desselben Jahres aufgenommen (Mitgliedsnummer 4.256.258). In der SS war er 1944 Untersturmführer im SS-Hauptamt. Im Zweiten Weltkrieg diente er bei der Luftwaffe und gehörte als Kriegsberichter der Luftwaffen-Kriegsberichterkompanie z.b.V. an. 1941 war er bei einem Geschwader unter Hauptmann Fritz Fliegel mit Basis in Bordeaux.
Ab 1. August 1946 war er wieder als Redakteur tätig, von 1947 bis 1955 als Parlamentskorrespondent sowie von 1956 bis 1975 als Leiter des Studios Bonn des Westdeutschen Rundfunks (WDR). Anschließend ging er in den Ruhestand. Er arbeitete in der Propagandaorganisation Arbeitsgemeinschaft Demokratischer Kreise mit.
Von Danwitz war Teilnehmer vertraulicher Hintergrundgespräche Bundeskanzler Konrad Adenauers und begleitete ihn auch auf Auslandsreisen. Eines seiner Interviews mit Adenauer wurde am 4. Januar 1961 im WDR ausgestrahlt. Er galt auch als Vertrauter des Staatssekretärs Hans Globke. Darüber hinaus veröffentlichte von Danwitz ein Buch über Rainer Barzel.

## Veröffentlichungen (Auswahl)
- Bomben auf Truppentransporter vor Kertsch. In: Die innere Front, NSK Pressedienst der NSDAP, Folge 259, November 1941, S. 17 ff.
- Die Bunkerknacker vom Bug : Bericht v. d. ersten Kampftagen im Osten. (= Kriegsbücherei der deutschen Jugend. Heft 120), Steiniger Verlag, Berlin, 1942.
- Fernkampfflieger im Einsatz (= Kriegsbücherei der deutschen Jugend. Heft 125), Steiniger Verlag, Berlin, 1942.[15]
- Apropos Barzel. Politische Anmerkungen. Econ, Düsseldorf 1972, ISBN 978-3-430-12001-2.